# Warinsee
Der Warinsee liegt im Landkreis Rostock innerhalb des Gemeindegebietes von Lalendorf in Mecklenburg-Vorpommern und befindet sich ungefähr 15 Kilometer östlich von Güstrow und etwa neun Kilometer westlich von Teterow. Der See ist Teil einer nördlich von Lalendorf um Niegleve liegenden Seenkette. Er hat eine Länge von rund zwei Kilometern und eine Breite von 700 Metern. Das ovale, wenig gegliederte Gewässer liegt in einer flachen, sumpfigen Senke. Der See ist sehr flach (maximal 4 Meter) und von einem Schilfgürtel umgeben. Im See befinden sich drei kleinere Inseln, von denen die größte den Namen Großer Werder trägt. Südlich des Sees verläuft die Bundesstraße 104 und westlich die Bahnstrecke Neustrelitz–Warnemünde.
Der Warinsee wurde 2011 als Vogelschutzgebiet ausgewiesen. Der nördliche Teil des Sees ist Bestandteil des FFH-Gebietes Nebeltal mit Zuflüssen, verbundenen Seen und angrenzenden Wäldern.